# アイゼンハイム
アイゼンハイム (ドイツ語: Eisenheim) はドイツ連邦共和国バイエルン州ウンターフランケン地方のヴュルツブルク郡のマーケットタウンであり、エステンフェルト行政共同体を構成する自治体の一つである。市場開催権はオーバーアイゼンハイムに対してのみ与えられたものであり、ウンターアイゼンハイムには市場開催権はなかった。このためマルクト広場もオーバーアイゼンハイムに設けられている。2つの集落が合併してアイゼンハイムが成立すると「市場町」の権利は両集落に拡張された。

## 地理
アイゼンハイムはヴュルツブルク地方に位置する。

### 自治体の構成
この町は、公式には4つの地区 (Ort) からなる。このうち小集落や孤立農場などを除く集落を以下に列記する。
- オーバーアイゼンハイム
- ウンターアイゼンハイム

## 歴史
オーバーアイゼンハイムはカステル＝リューデンハウゼン伯領の一部であったが、1806年にバイエルン王国に陪臣化された。1810年にバイエルン王国はこの地域をヴュルツブルク大公国に移譲したが、1814年には結局バイエルン王国領となった。プロテスタントであったカステル＝リューデンハウゼン伯領に属したオーバーアイゼンハイムは現在もプロテスタント信者が優勢である。この集落にはプロテスタントの牧師館と教区教会がある。
ウンターアイゼンハイムはヴュルツブルク司教領に属した。この集落では現在も司教のユリウス・エヒターの紋章を見ることができる。ヴュルツブルク司教領に属していたウンターアイゼンハイムでは現在もカトリック信者が優勢である。現在は独自の教区を持ってはいないがカトリックの教会が存在している。
1972年のバイエルン州の郡域再編によりヴュルツブルク郡に属すようになるまで、アイゼンハイムはゲルルツホーフェン郡に属していた。

### 人口推移
- 1970年 1,100人
- 1987年 1,177人
- 2000年 1,309人

## 行政
町長はクリスティアン・ホルツィンガー（無所属）である。

## 経済と社会資本

### 交通
アイゼンハイムはマイン川沿いに位置している。特筆すべきは2本の渡船があることで、オーバーアイゼンハイムとシュタムハイム（コリッツハイム）、カルテンハウゼン（ウンターアイゼンハイムの南）とファール（フォルカハ）とを結んでいる。オーバーアイゼンハイムのフェリーはヴュルツブルク郡で唯一現役のカーフェリー路線である。

## 引用
1. ↑  https://www.statistikdaten.bayern.de/genesis/online?operation=result&code=12411-003r&leerzeilen=false&language=de Genesis-Online-Datenbank des Bayerischen Landesamtes für Statistik Tabelle 12411-003r Fortschreibung des Bevölkerungsstandes: Gemeinden, Stichtag (Einwohnerzahlen auf Grundlage des Zensus 2011)
2. ↑  Bayerische Landesbibliothek Online